# Christianna Brand

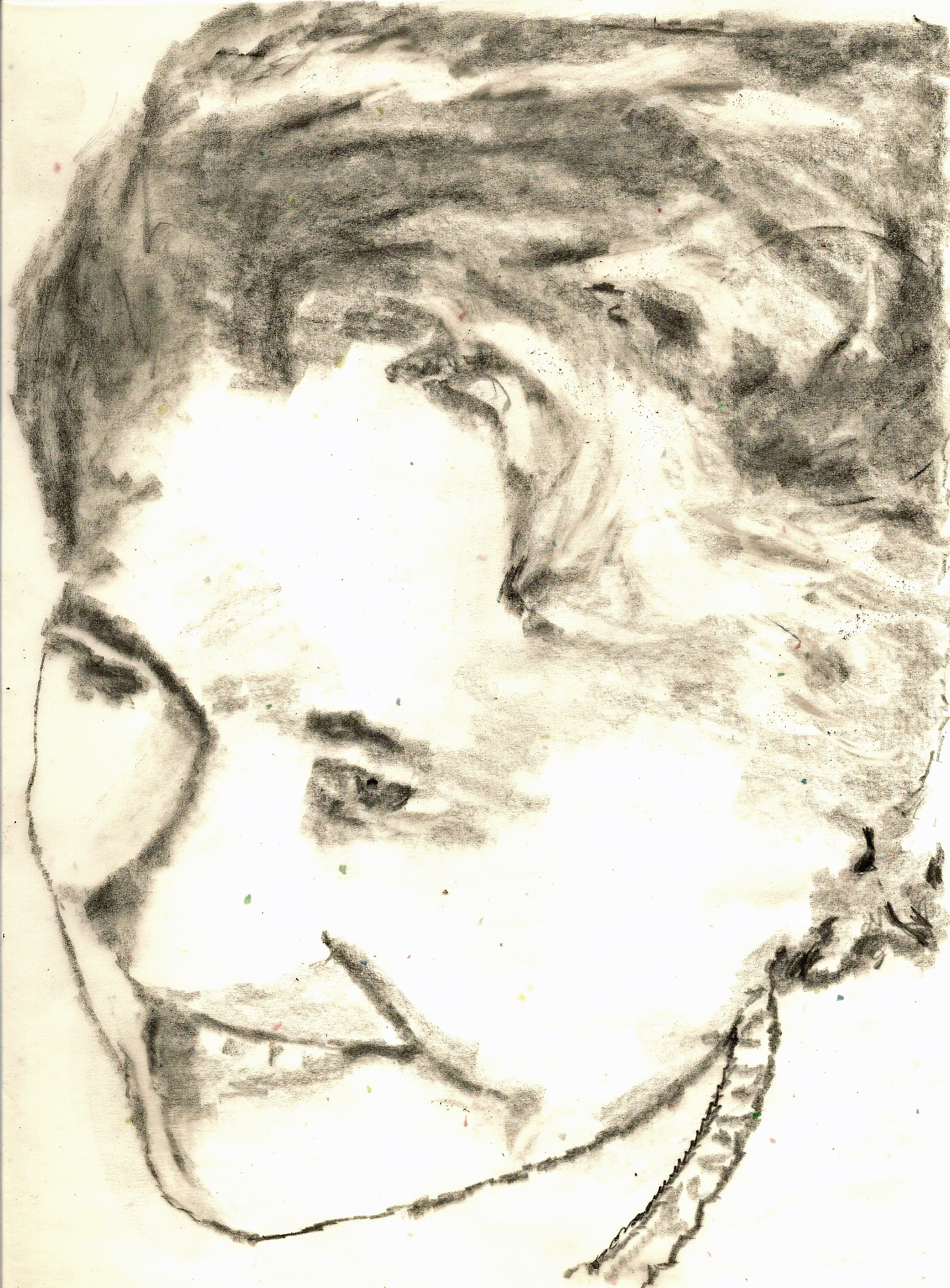
Christianna Brand

Mary Christianna Brand, geborene Milne (* 17. Dezember 1907 in Britisch-Malaysia; † 11. März 1988; seit ihrer Heirat Mary Christianna Milne Lewis) war eine britische Schriftstellerin. Internationale Bekanntheit erlangte sie vor allem durch ihre Kriminalromane. Sie veröffentlichte auch unter den Pseudonymen Mary Ann Ashe, Annabel Jones, Mary Roland und China Thomson.

## Leben
Christianna Brand verbrachte ihre ersten Lebensjahre in Indien, worauf sie nach Großbritannien übersiedelte und zunächst in verschiedensten Berufen arbeitete, darunter als Verkäuferin, Erzieherin, Sekretärin, aber auch als Model und Ballsaal-Tänzerin. Sie heiratete den Chirurgen Roland Lewis. Die Ehe währte mehr als ein halbes Jahrhundert bis zu ihrem Tod.

Unangenehme berufliche Erfahrungen brachten sie dann auf die Idee, ihren ersten Kriminalroman Death in High Heels (1941) zu schreiben: 

„Ich arbeitete in einem großen Modesalon, wo ich als Vorgesetzte eine Frau hatte, wie es solche eben leider im Berufsleben gibt, die keine Gelegenheit vorübergehen ließ, ihre Mitarbeiterinnen zu quälen und an den Rand der Verzweiflung zu treiben. Mich verfolgte sie besonders und brachte mich so weit, daß ich in mir immer mehr den Wunsch wachsen fühlte, sie zu töten. Als ich dann meine Stellung verließ und heiratete, habe ich mich entschlossen, mir all diese Rachegefühle von der Seele zu schreiben und in einem Roman abzureagieren, in dem ich dieser Person die Hauptrolle der Verbrecherin zudachte.“

Im gleichen Jahr gab auch Inspektor Cockrill sein Debüt in Köpfe zu verlieren (Heads You Lose, 1941). Der Polizeibeamte von der Kent County Police, den Christianna Brand nach ihrem Schwiegervater William Lewis, einem Arzt, gestaltet hatte, erwies sich als eine ihrer beliebtesten Figuren. Die Autorin ließ ihn in insgesamt sieben ihrer Romane auftreten, darunter auch in ihrem international bekanntesten Werk, Narkose (Green for Danger, 1944). In diesem klassischen Whodunit geht es um einen Mord in einem Militärkrankenhaus während des Zweiten Weltkriegs. Frank Launder und Sidney Gilliat schufen 1946 unter dem Titel Achtung: Grün! (Green for Danger) eine Verfilmung, in der Alastair Sim den Inspektor Cockrill spielte. Diesem Klassiker des Kriminalfilms folgten weitere Kino- und Fernseh-Adaptionen ihrer Werke. Neben ihren Kriminalromanen, von denen die meisten auch ins Deutsche übersetzt wurden, schrieb Christianna Brand kriminalistische Kurzgeschichten und Sachbücher wie etwa Heaven Knows Who (1960), das sich mit einem tatsächlichen Mordfall in Schottland beschäftigte. Von 1972 bis 1973 übernahm sie den Vorsitz des britischen Verbands der Kriminalschriftsteller, der Crime Writers' Association.
Zusätzlich zu einer Anzahl Bücher anderer Genres hatte Christianna Brand in den 1960er-Jahren großen Erfolg mit der dreiteiligen Kinderbuch-Serie um die unkonventionelle und mit magischen Kräften ausgestattete Nanny Matilda (Nurse Matilda), illustriert von ihrem Cousin Edward Ardizzone. Beide hatten diese Geschichten als Kinder vom gleichen Großvater gehört. Emma Thompson adaptierte die Bücher Jahrzehnte später für den Fantasyfilm Eine zauberhafte Nanny (Nanny McPhee, 2005).
Christianna Brand starb am 11. März 1988.

## Auszeichnungen
- Nominierungen für den Edgar Allan Poe Award für Heaven Knows Who (Sachbuch, 1960), Twist for Twist (Kurzgeschichte, veröffentlicht in: Ellery Queen’s Mystery Magazine, Mai 1967) sowie Poison in the Cup (Kurzgeschichte, veröffentlicht in: Ellery Queen’s Mystery Magazine, Februar 1969)
- 1981 – Schwedischer Krimipreis (Svenska Deckarakademins pris) in der Kategorie „Auszeichnung für das Lebenswerk - Grand Master“
- 1987 – H. R. F. Keating zählte Green for Danger auf einer von ihm zusammengestellten Liste zu den 100 besten Krimis[2]
- 2000 – die Independent Mystery Booksellers Association nahm Green for Danger in ihre Zusammenstellung der 100 beliebtesten Kriminalromane des 20. Jahrhunderts auf[3]

## Werke

### Kriminalromane
Inspektor Charlesworth
- Death in High Heels, 1941
- The Rose in Darkness, 1979

Inspektor Cockrill
- Heads You Lose, 1941 (dt. Köpfe zu verlieren, München und Wollerau/Schweiz 1968)
- Green for Danger, 1944 (dt. Narkose, Wiesbaden 1951)
- Suddenly At His Residence, 1947 (dt. Geständnis ohne Schuld, München und Wollerau/Schweiz 1969)
- Death of Jezebel, 1948 (dt. Ein Toter nimmt Rache, München 1977; aktuell unter ISBN 3-442-04696-3)
- London Particular, 1952 (dt. London im Nebel, München und Wollerau/Schweiz 1973; ISBN 3-442-25903-7)
- Tour de Force, 1955 (dt. Ein Toast auf den Mörder, München und Wollerau/Schweiz 1969)
- The Three Cornered Halo, 1957

Inspektor Chucky
- Cat and Mouse, 1950 (dt. Katz und Maus, Bern 1951; aktuell unter ISBN 3-442-04995-4)
- A Ring of Roses, 1977 (als Mary Ann Ashe)

### Weitere Bücher
- The Single Pilgrim, 1946 (als Mary Roland; dt. Stephanie Thorne, Bern 1947)
- Welcome to Danger, 1949
- Starrbelow, 1958 (als China Thompson)
- Dear Mr. MacDonald, 1959
- Heaven Knows Who, 1960
- Blood Brothers, 1965
- My Ladies' Tears, 1965
- Twist for Twist, 1967
- Court of Foxes, 1969
- Alas, for Her that Met Me!, 1976 (als Mary Ann Ashe)
- The Honey Harlot, 1978
- The Brides of Aberdar, 1982

### Kinderbücher
- Nurse Matilda, 1964 (dt. Matilda, die seltsame Kinderfrau, Zürich und Freiburg im Breisgau 1966; später unter dem Titel Nanny Matilda, Berlin 2006, ISBN 3-8270-5017-0)
- Nurse Matilda Goes to Town, 1967 (dt. Nanny Matilda geht in die Stadt, Berlin 2006, ISBN 978-3-8270-5057-1 oder ISBN 3-8270-5057-X)
- Nurse Matilda Goes to Hospital, 1974
- Nanny Mcphee: Based On the Collected Tales of Nurse Matilda, 2005
- Nurse Matilda. The Collected Tales, 2005

### Erzählungen (Sammelbände)
- What Dread Hand, 1968 (dt. als Teilausgaben unter den Titeln Mörder, Monstren und Makabres, Reinbek bei Hamburg 1971; ISBN 3-499-42229-8, und Gangster, Geister und Ganoven, Reinbek bei Hamburg 1972; ISBN 3-499-42246-8), darunter:
  - Hic jacet ...
- Brand X, 1974
- Buffet for Unwelcome Guests, 1983
- The Spotted Cat and Other Mysteries from Inspector Cockrill's Casebook, 2002

## Verfilmungen
- 1946 – Achtung – Grün! (auch: Narkose; Green for Danger) – Regie: Sidney Gilliat
- 1947 – Death in High Heels – Regie: Lionel Tomlinson
- 1968 – Jackanory (fünf Folgen der Fernsehserie)
- 2005 – Eine zauberhafte Nanny (Nanny McPhee) – Regie: Kirk Jones

Daneben arbeitete Christianna Brand auch am Drehbuch von The Mark of Cain (1947) mit.